# Јасмонати
Јасмонати су класа биљних хормона који учествују у регулацији раста и диференцијације ћелија. Хемијски, јасмонати обухватају органску јасмонску киселину и њене естре, који настају биосинтезом из масних киселина.
До сада дефинисане улоге јасмоната су:
- инхибиција клијања недормантних, а стимулација клијања дормантних семена;
- у високим концентрацијама стимулишу магацинирање резервних протеина;
- могу узроковати хлорозу листова;
- отпочињање биохемијске каскаде одбране у резистентности на инсекте и патогене.